# Mittenothamnium hookerioides
Mittenothamnium hookerioides là một loài Rêu trong họ Hypnaceae. Loài này được (Herzog) F.J. Herm. mô tả khoa học đầu tiên năm 1976.